# Diana Muldaur
Diana Muldaur est une actrice américaine née le 19 août 1938 à New York, New York (États-Unis).

## Filmographie

### Cinéma
- 1968 : Le Plongeon (The Swimmer) de Frank Perry : Cynthia
- 1969 : Number One de Tom Gries : Ann Marley
- 1970 : Au-delà de la sentence (en) (The Lawyer)  de Sidney J. Furie : Ruth Petrocelli
- 1971 : Le Dernier Train pour Frisco (One More Train to Rob) d'Andrew V. McLaglen : Katy
- 1972 : L'Autre (The Other) de Robert Mulligan : Alexandra
- 1974 : Un silencieux au bout du canon (McQ) de John Sturges : Lois Boyle
- 1974 : Chosen Survivors (en) de Sutton Roley : Alana Fitzgerald
- 1983 : Imps* (en) de Scott Mansfield : Missus Toni
- 1985 : Au-delà de la raison (en) (Beyond Reason) de Telly Savalas : Elaine

### Télévision
- 1954 : The Secret Storm : Ann Wicker
- 1967 : Mannix épisode 10 : Coffin for a Clown : Fran Brewer
- 1968 : Les Envahisseurs épisode 41 Mission de vie : Claire
- 1968 : Star Trek, épisode 2x20 Retour sur soi-même : Lieutenant Ann Mulhall / Thalassa
- 1968 : Star Trek, épisode 3x05 Veritas : Dr Miranda Jones
- 1969 : The Survivors : Belle
- 1970 : McCloud: Who Killed Miss U.S.A.? : Chris Coughlin
- 1970 : Un shérif à New York : Chris Coughlin (1970-1973, 1975-1977)
- 1971 : Mannix, Saison 4-Episode 19, 'Jeu de fantômes' : Leslie Carlson
- 1971 : Le Virginien saison 9 épisode 15 (The Politician) : Rachel Bonham
- 1973 : Call to Danger (en) (TV) : Carrie Donovan
- 1973 : Ordeal : Kay Damian
- 1973 : A Special Act of Love
- 1974 : Hog Wild : Martha Melborne
- 1974 : Kung Fu, épisode 2x11 L’Élixir : Theodora
- 1974 : Planète Terre : Marg
- 1974 : Vivre libre : Joy Adamson
- 1975 : S.W.A.T. : Kate Darby
- 1976 : Drôles de dames : Rachel LeMaire
- 1976 : The Tony Randall Show : Juge Eleanor Hooper
- 1977 : Pine Canyon Is Burning : Sandra
- 1977 : The Deadly Triangle : Edith Cole
- 1978 : Black Beauty : Elizabeth Sutton
- 1978 : To Kill a Cop : Agnes Cusack
- 1978 : Maneaters Are Loose! : May Purcell
- 1978 : The Word : Claire Randall
- 1979 : Hizzonner : Ginny
- 1979 : Miracle en Alabama : Kate Keller
- 1979 : L'Incroyable Hulk : Dr Helen Banner
- 1980 : The Return of Frank Cannon : Sally Bingham
- 1981 : Fitz and Bones : Terri Seymour
- 1981 : L'Incroyable Hulk : Sœur Anita
- 1982 : Le Trésor d'Al Capone : Terri Seymour
- 1983 : Pour l'amour du risque : Claire Beaumont
- 1986 : A Year in the Life : Dr Alice Foley
- 1986 : Meurtre en trois actes : Angela Stafford
- 1987 : A Year in the Life : Dr Alice Foley
- 1988-1989 : Star Trek : La Nouvelle Génération : Dr Katherine Pulaski
- 1989 : The Return of Sam McCloud : Chris Coughlin
- 1991 : Perry Mason: The Case of the Fatal Fashion : Lauren Jeffreys
- 1991 : L'Amour avant tout : Frances
- 1992 : Hearts Are Wild : Grace